# Околона (Арканзас)
Околона (енгл. Okolona) град је у америчкој савезној држави Арканзас.

## Демографија
По попису из 2010. године број становника је 147, што је 13 (-8,1%) становника мање него 2000. године.
| Група             | 2000.       | 2010.       |
| Белци             | 109 (68,1%) | 116 (78,9%) |
| Афроамериканци    | 51 (31,9%)  | 29 (19,7%)  |
| Азијати           | 0 (0,0%)    | 0 (0,0%)    |
| Хиспаноамериканци | 0 (0,0%)    | 1 (0,7%)    |
| Укупно            | 160         | 147         |